# Нови Миљановци (Тешањ)
Нови Миљановци су насељено мјесто у Босни и Херцеговини у општини Тешањ које административно припада Федерацији Босне и Херцеговине. Према попису становништва из 1991. у насељу је живјело 1.654 становника.

## Историја
Формирањем општине Усора некадашње јединствено насеље Нови Миљановци је подељено на 2 насеља која су у различитим општинама.

## Становништво
| Националност       | 1991.          |
| Муслимани          | 1.554 (93,95%) |
| Хрвати             | 94 (5,68%)     |
| Срби               | 0              |
| Југословени        | 5 (0,30%)      |
| остали и непознато | 1 (0,06%)      |
| Укупно             | 1.654          |

Нови Миљановићи као самостално насељено мјесто постоји од пописа 1991. године.